# Joseph Pulitzer
Joseph Pulitzer, rozený József Pulitzer (10. dubna 1847, Makó – 29. října 1911, Charleston), byl maďarsko-americký novinář a nakladatel židovského původu, známý jako průkopník moderní bulvární žurnalistiky (spolu s Williamem R. Heartsem). Je iniciátor vzniku žurnalistického a uměleckého ocenění – Pulitzerovy ceny. Během svého života patřil k nejmocnějším žurnalistům ve Spojených státech. Jeho předkové žili v ghettu v Polici na Moravě (odtud také německé příjmení Pulitzer).

## Média
Zpočátku byl v novinách Westliche Post, kde se stal hlavním editorem. V roce 1878 zakoupil St. Louis Dispatch a St. Louis Post. Ty následně spojil 12. prosince 1878 do jedněch novin s názvem St. Louis Post-Dispatch.

### New York World
V roce 1883 zakoupil od Jay Goulda za cenu 346 000 amerických dolarů noviny New York World. Tou dobou ztrácely ročně na 40 000 amerických dolarů. Pulitzer za zvýšením prodejů přidal do novin zprávy o příbězích lidí, katastrofy, krimi a skandály.
V roce 1887 zaměstnal slavnou muckracerku Nellie Bly. V roce 1895 započal s populárním komiksem Yellow Kid, od kreslíře Richard F. Outcaulta, a započal tak fenomén tzv. yellow press. Yellow Kid byl vydáván v novém nedělním vydání. Celkové náklady deníku New York World vzrostly za Pulitzerova působení z původních 15 000 výtisků na 600 000. Hlavním konkurentem byl Pulitzerovi William Randolph Hearst, který v roce 1896 přeplatil Outcalta ten přešel k jeho novinám New York Journal.

## Rodina
V roce 1878 se oženil ve věku 31 let s Katherine Davis. Z jejich sedmi dětí se pět dožilo dospělosti.

## Jeho odkaz světu
Joseph Pulitzer zanechal světu ocenění nazvané Pulitzerova cena. Kolumbijská škola žurnalistiky na Kolumbijské univerzitě, která vznikla po jeho smrti, byla podpořena z jeho peněz odkázaných v poslední vůli. Stejně tak na Pulitzerovo přání vznikla Missourská škola žurnalistiky na University of Missouri.